# Isla Disko
La isla Disko (en groenlandés, Qeqertarsuaq) es una gran isla costera localizada en aguas de la bahía de Baffin, frente a la costa occidental de Groenlandia, a una latitud de 70° Norte, y al norte de la bahía Disko. Tiene una superficie de 8.578 km², siendo la segunda isla más grande de Groenlandia (después de la propia isla principal de Groenlandia) y la 85.ª isla mayor del mundo. El nombre Qeqertarsuaq significa, en groenlandés, «isla Grande» (de «qeqertaq», isla). 
La isla tiene una longitud de unos 160 km, su altura media es de 975 m y la máxima de 1.919 m. Los principales asentamientos de la isla son el  puerto de Qeqertarsuaq (también conocido como Godhavn), que  se encuentra en su costa sur, Diskofjord y Qullissat.
Sus depósitos de minerales, zonas fosilíferas y especiales formaciones geológicas conforman una zona de gran interés. Una de las interesantes características geológicas es el hierro natural que se encuentra la isla. Se ha llegado a encontrar un trozo de 22 toneladas de una mezcla de hierro y de cementita, son pocos los lugares de la tierra donde se puede encontrar hierro natural que no sea de origen meteórico. Hay más de 2000 fuentes termales de la isla. 
Erik el Rojo fue el primer occidental que visitó la isla Disko en algún momento entre 982 y 985, y es probable que los colonos vikingos utilizasen la isla como base durante la temporada de caza y pesca del verano.

## Referencias

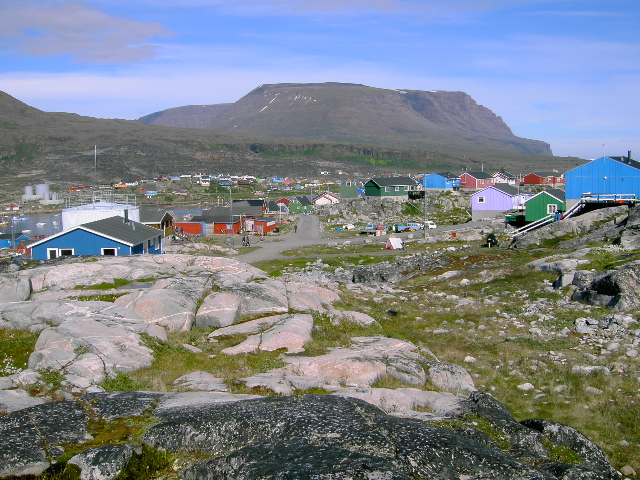
El asentamiento Qeqertarsuaq en isla Disko.

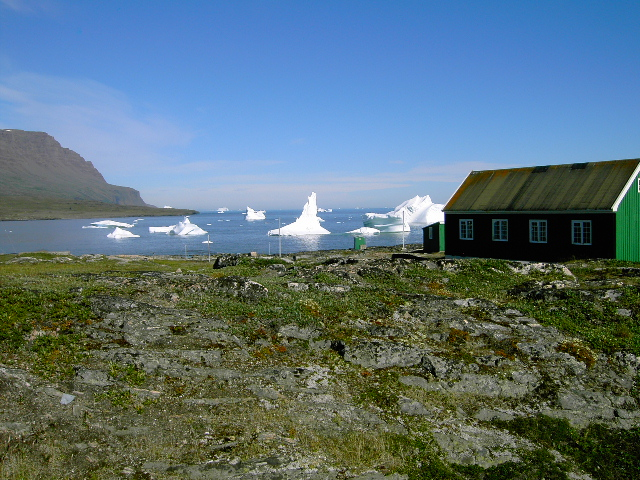
Iceberg en isla Disko.